# Uwięzieni
Uwięzieni (ang. Chained) – amerykański melodramat z 1934 roku w reżyserii Clarence’a Browna.

## Treść
Kochanka jednego mężczyzny nawiązuje romans z innym i jest rozdarta między oboma mężczyznami.

## Obsada
- Joan Crawford – Diane Lovering
- Clark Gable – Michael „Mike” Bradley
- Otto Kruger – Richard I. Field
- Stuart Erwin – John L. "Johnnie" Smith
- Una O’Connor – Amy, pokójówka Diany
- Marjorie Gateson – Pani Louise Field
- Akim Tamiroff – Pablo, szef rancza
- Ward Bond – steward (niewymieniony w czołówce)
- Mickey Rooney – chłopak łowiący ryby (niewymieniony w czołówce)